# Six de Jena
Pour les articles homonymes, voir Jena.

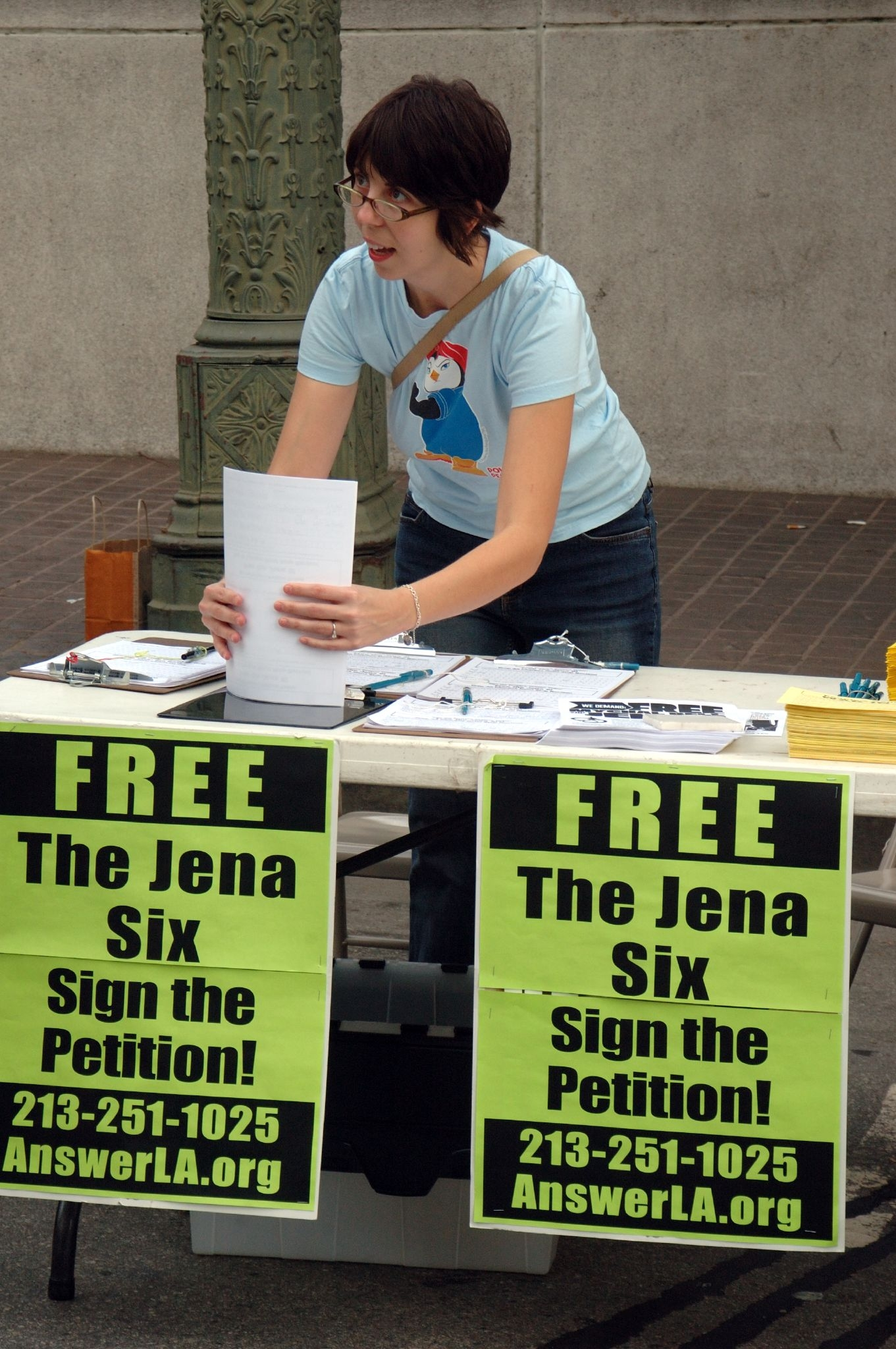
Pétition à Los Angeles pour les six de Jena, en octobre 2007.

Les « six de Jena » (Jena Six) est le nom donné à un groupe de six adolescents noirs accusés dans un premier temps de tentative de meurtre pour avoir frappé un étudiant blanc à la Jena High School de Jena en Louisiane le 4 décembre 2006. La victime avait intenté une action judiciaire contre les « six de Jena », leurs parents, l'école ainsi que d'autres personnes concernées par cette affaire. La qualification initiale du délit entraîna de nombreuses manifestations au motif de discrimination raciale et la qualification fut revue par la suite.

## Affaire
Un certain nombre d'événements ont eu lieu dans et autour de Jena dans les mois précédant l'agression. Ceux-ci ont été considérés comme liés à une escalade des tensions raciales et ont été souvent rappelés dans la vaste couverture médiatique concernant les « six de Jena ». Deux violents affrontements entre des jeunes blancs et noirs et l'incendie du bâtiment principal de l'école avaient été relevés[réf. souhaitée]. Après que l'un des adolescents avait été s'asseoir sous un arbre du collège, place habituellement utilisée uniquement pas les élèves Blancs, des  cordes avec nœuds coulants y furent retrouvées le lendemain. En décembre éclata la bagarre à l'origine des plaintes judiciaires, les adolescents noirs accusant la victime blanche d'avoir proféré des propos racistes, celui-ci le niant,. Les coups portés pendant l'agression firent l'objet d'un constat à l'hôpital. 
Les six accusés, âgés de quatorze à dix-sept ans, furent arrêtés pour tentative de meurtre.
Le cas des « six de Jena » suscita de nombreuses protestations de ceux qui voyaient dans les arrestations et les accusations — dans un premier temps la tentative de meurtre au second degré  —  une mesure excessive et discriminatoire. Selon les manifestants, d'autres jeunes blancs de Jena impliqués dans d'autres incidents avaient été traités avec plus d'indulgence. Le 20 septembre 2007, entre 15 000 et 20 000 manifestants ont défilé à Jena. Des manifestations connexes ont eu lieu dans d'autres villes des États-Unis le même jour. Après ces manifestations, les charges contre les 6 adolescents furent revues à la baisse, et successivement requalifiées pour tous en agression aggravée avec coups et blessures, puis en agression simple ((en) battery) pour 5 d'entre eux. 
Lors du procès final en 2009, 5 des accusés plaidèrent Nolo contendere ((en) no-contest) dans le cadre d'une transaction avec la famille de la victime, et furent condamnés à 500 $ de dommages et intérêts, 500 $ de frais de justice et à une semaine de probation, les indemnités versées à la famille dans le cadre de la transaction étant tenues secrètes. Ils renièrent publiquement leurs accusations d'injures racistes, et reçurent l'injonction de ne pas s'en dédire. Le sixième, emprisonné et jugé dans un premier temps en tant qu'adulte pour cause de récidive, avait plaidé en 2007 et fut condamné à 18 mois de prison. 